# On Top
«On Top» (en español, en la cima) es una canción de la banda estadounidense de indie rock The Killers, la canción fue escrita por los miembros de la banda: Brandon Flowers, Mark Stoermer, Dave Keuning y Ronnie Vannucci, vocalista, bajista, guitarrista y baterista respectivamente, y fue producida por ellos junto a Jeff Saltzman para su álbum de estudio debut llamado: "Hot Fuss" de 2004.

## Información general
"On Top" fue escrita por los miembros de la banda y producida por ellos y Jeff Saltzman, la canción está incluida como la número 7 en todas las versiones del álbum Hot Fuss (2004), y también se le puede encontrar en versión «box set 7"» del álbum en el lado A del disco 7.
La letra de la canción tiene un significado muy ambiguo; sin embargo, el más claro mensaje de la canción es el superar un conflicto de pareja y lo bueno que es superarlo para dicha pareja. La música contiene más efectos eléctricos y sintéticos que la mayoría de las canciones del álbum; sin embargo, sigue el mismo estilo de indie rock que el resto del álbum.